# Exochus multicinctus
Exochus multicinctus är en stekelart som beskrevs av Gabriel Strobl 1904. Exochus multicinctus ingår i släktet Exochus och familjen brokparasitsteklar. Inga underarter finns listade i Catalogue of Life.